# Station Katowice Brynów
Station Katowice Brynów is een spoorwegstation in de Poolse plaats Katowice.